# Enganyapastors de la Guaiana
L'enganyapastors de la Guaiana (Setopagis maculosa) és una espècie d'ocell de la família dels caprimúlgids (Caprimulgidae) que habita zones obertes de la Guaiana Francesa.